# مولالیته
مولالیته (به انگلیسی: Molality) واحدی برای تعیین غلظت محلول‌ها است که در علم شیمی و در مبحث محلول‌ها مورد بررسی قرار می‌گیرد. این کمیت به صورت مول ماده حل شده در جرم حلال به کیلوگرم گزارش می‌شود.
{\displaystyle b={\frac {n_{solute}}{m_{solvent}}}}